# Nathan Aspinall
Nathan Aspinall (Stockport, 15 juli 1991) is een Engels dartsspeler. Aspinall begon in 2012 bij de PDC nadat hij stopte met voetballen. Hij was doelman bij de jeugd van Manchester United en speelde daarna nog als semi-prof bij Cheadle Town. Het eerste PDC-hoofdtoernooi dat hij wist te winnen was het UK Open in 2019.
In 2018 won Aspinall het PDPA Players Championship Barnsley door in de finale Ryan Searle te verslaan.
Op het PDC WK Darts 2019 versloeg Aspinall achtereenvolgens Geert Nentjes, Gerwyn Price, Kyle Anderson, Devon Petersen en Brendan Dolan en bereikte zo de halve finale. Hier verloor hij met 3-6 van Michael Smith.
Op 3 maart 2019 won Aspinall de UK Open door in de finale Rob Cross met 11-5 in legs te verslaan. Deze overwinning betekende tevens dat hij in de top 16 van de Order of Merit belandde.
Op het WK 2020 behaalde The Asp voor het tweede jaar op rij de halve finales. Hij had onder andere Gary Anderson uitgeschakeld in de achtste finales en Dimitri van den Bergh in de kwartfinales. In de halve finales nam hij het op tegen drievoudig kampioen en titelverdediger Michael van Gerwen. Hij verloor deze wedstrijd op 30 december 2019 met 6-3 in sets.
In april 2023 haalde Aspinall op de German Darts Grand Prix voor het eerste een finale van een Euro Tour-toernooi. Michael Smith bleek daarin met 8-5 te sterk.
In juli 2023 won de Engelsman zijn tweede hoofdtoernooi. Tijdens de World Matchplay versloeg hij achtereenvolgend Krzysztof Ratajski, Danny Noppert, Chris Dobey en Joe Cullen onderweg naar de finale, waarin hij met 18-6 langs Jonny Clayton ging. Door zijn overwinning steeg Aspinall van plek negen naar vijf op de PDC Order of Merit.
Met de European Darts Trophy won Aspinall in maart 2025 zijn eerste toernooi op de European Tour. Hij versloeg Ryan Joyce in de finale. Later dat jaar won hij ook het European Darts Open, waarbij hij in de finale Damon Heta passeerde.

## Resultaten op Wereldkampioenschappen

### PDC
- 2019: Halve finale (verloren van  Michael Smith met 3-6)
- 2020: Halve finale (verloren van Michael van Gerwen met 3-6)
- 2021: Laatste 32 (verloren van Vincent van der Voort met 2-4)
- 2022: Laatste 32 (verloren van Callan Rydz met 0-4)
- 2023: Laatste 32 (verloren van Josh Rock met 3-4)
- 2024: Laatste 64 (verloren van Ricky Evans met 0-3)
- 2025: Kwartfinale (verloren van Luke Littler met 2-5)

### PDC World Youth Championship
- 2015: Runner-up (verloren van Max Hopp met 5-6)

## Resultaten op de World Matchplay
- 2019: Laatste 32 (verloren van Mervyn King met 5-10)
- 2020: Laatste 32 (verloren van Dimitri Van den Bergh met 5-10)
- 2021: Kwartfinale (verloren van Michael van Gerwen met 9-16)
- 2022: Kwartfinale (verloren van Michael van Gerwen met 14-16)
- 2023: Winnaar (gewonnen in de finale van Jonny Clayton met 18-6)
- 2024: Laatste 16 (verloren van James Wade met 8-11)
- 2025: Laatste 32 (verloren van Wessel Nijman met 6-10)

## Gespeelde finales televisietoernooien
PDC Hoofdtoernooien
| Resultaat | Nr. | Jaar | Kampioenschap                | Tegenstander       | Score  | Variant |
| Winnaar   | 1.  | 2019 | UK Open                      | Rob Cross          | 11 – 5 | Legs    |
| Runner-up | 2.  | 2020 | Premier League Darts         | Glen Durrant       | 8 – 11 | Legs    |
| Runner-up | 3.  | 2022 | World Grand Prix             | Michael van Gerwen | 3 – 5  | Sets    |
| Runner-up | 4.  | 2022 | Grand Slam of Darts          | Michael Smith      | 5 – 16 | Legs    |
| Winnaar   | 5.  | 2023 | World Matchplay              | Jonny Clayton      | 18 – 6 | Legs    |
| Runner-up | 6.  | 2023 | World Series of Darts Finals | Michael van Gerwen | 4 – 11 | Legs    |

PDC World Series of Darts
| Resultaat | Nr. | Jaar | Kampioenschap             | Tegenstander   | Score | Variant |
| Winnaar   | 1.  | 2019 | US Darts Masters          | Michael Smith  | 8 – 4 | Legs    |
| Runner-up | 2.  | 2023 | New Zealand Darts Masters | Rob Cross      | 7 – 8 | Legs    |
| Runner-up | 3.  | 2025 | US Darts Masters          | Luke Humphries | 6 – 8 | Legs    |